# 浜口末男
浜口 末男（はまぐち すえお、Paul Sueo Hamaguchi, 1948年8月1日 - 2020年12月28日）は、日本のカトリック教会聖職者でカトリック大分司教区の司教。洗礼名は「パウロ」。

## 経歴
1948年8月1日、長崎県長崎市西出津町で誕生。カトリック出津教会出身。福岡サン・スルピス大神学院で学ぶ。カトリック大阪教区の前田万葉大司教・枢機卿と同級生であった。 
1975年3月19日に司祭叙階。1975年3月26日から大浦教会助任司祭、1978年3月13日から出津教会主任司祭、1984年3月24日から大曽教会主任司祭。1992年3月3日からカトリック長崎大司教区立長崎カトリック神学院で働き、後に院長を務めた。2005年にカトリック高松司教区に派遣され、教区事務局長および小豆島教会主任司祭を務め、2008年からは高松司教座聖堂(桜町教会)主任司祭を務めた。 
2011年3月25日、教皇ベネディクト16世によって空位となっていたカトリック大分司教区司教に任命された。なお、同日には高松教区で働く諏訪榮治郎神父が高松教区司教に任命されている。当初、名前は「末雄」の表記で報道されたが、後に「末男」に訂正された。同年6月26日、別府市の国際コンベンションセンタービーコンプラザでカトリック長崎大司教区の高見三明大司教主司式による叙階式で司教に叙階された。
2020年12月28日、悪性黒色腫のため大分大学医学部附属病院にて死去。72歳没。同月30日、カトリック大分教会(大分司教座聖堂)で葬儀ミサ、2021年1月11日に追悼ミサが執り行われた。